# Perejaslavski sporazum
Perejaslavski zbor (ukrajinsko Перея́славська рáда, Perejáslavs’ka ráda, rusko Переясла́вская рáда Perejaslávskaja ráda) je bil uradno srečanje predstavnikov Ruskega carstva in zaporoških kozakov. januarja 1654  v Perejaslavu (zdaj Ukrajina). Sočasno z zborom so potekala pogajanja, ki so se začela na pobudo hetmana Bogdana Hmelnickega, vodje upora zaporoških kozakov proti poljsko-litovski Republiki obeh narodov. Obravnavala so pogoje za ustanovitev Kozaškega hetmanata in se končala s Perejaslavskim sporazumom,  znanim tudi kot Marčevski členi.   Sporazum je bila dokončan v Moskvi aprila 1654 (po starem koledarju marca).
Natančna vsebina sporazuma je še vedno predmet znanstvenih prerekanj. Po ruskem zgodovinopisju je Hmelnicki prisegel zvestobo ruskemu carju in zagotovil vojaško obrambo Carske Rusije. Za njim so ruskemu monarhu prisegli vestobo tudi častniki, duhovščina in prebivalstvo.  Perejaslavskemu zboru je sledila izmenjava uradnih dokumentov: Marčevskih členov  (iz Kozaškega hetmanata) in carjeve deklaracije (iz Moskve), ki so določali avtonomni status Hetmanata znotraj ruske države. 
Sporazum je povzročil rusko-poljsko vojno (1654–1667), ki se je končala s sklenitvijo Večnega miru leta 1686 med  Rusijo in Poljsko. Sporazum je znova potrdil rusko suverenost nad ozemljem Zaporoške Seči in Levobrežne Ukrajine in mestom Kijev.